# عظائيات ميلرية
العظائيات الميلرية (الاسم العلمي:†Millerosauria) هي رتبة منقرضة من نظيرات الزواحف.

## التصنيف
- الميلريتات
  - الميلريتة
  - عظاءة ميلر